# Prowler Porn Awards
Prowler Porn Awards jsou britské ceny v oblasti gay pornografie, udílené poprvé roku 2014 přední britskou vydavatelskou a distribuční společností Millivres Prowler Group, vydavatele měsíčníku Gay Times, ve spolupráci se společností Twisted XXX Media.

## Držitelé ceny

### 2014
Dne 14. března 2014 se uskutečnilo vyhlášení cen v klubu Manbar v londýnském Soho. Událost uváděli přední britští pornoherci Issac Jones, Paul Stagg a Scott Hunter. Ceremoniál byl součástí náborového veletrhu ApplyToModel. Nominováni a oceněni byli:
Nejlepší britský mladík (Best British Twink)
Reece Bentley
Nominace: Aaron Aurora, Aiden Jason, Ashton Bradley, Billy Rubens, Danny Daniels, Jace Tyler, Kieron Knight, Luke Desmond, Lyle Boyce, MacKenzie Cross, Reece Bentley
Nejlepší britský hřebec (Best British Stud)
Paddy O’Brian
Nominace: Adam Herst, Ben Stratham, Billy Rubens, Connor Levi, Harley Everett, Issac Jones, Jace Tyler, JP Dubois, Kayden Gray, Lito Cruz, Luke Desmond, Marco Sessions, Matt Hughes, Paddy O’Brian, Riley Tess, Scott Hunter, Tyson Tyler
Nejlepší britský tatík (Best British Daddy)
Dolan Wolf
Nominace: Antonio Garcia, Dolan Wolf, Geoffrey Paine, Greg Mitchell, Lito Cruz, Paul Stag, Torjan Rock
Nejlepší britská hvězda fetišistického porna (Best British Fetish Porn Star)
Scott Hunter
Nominace: Aaron Aurora, Anton Dixon, Ashley Ryder, Bruce Jordan, Harley Everett, Jace Tyler, Jasper Emerald, Lincoln Gates, Lito Cruz, Luke Desmond, Scott Hunter, Ashton Bradley
Nejlepší britský nováček (Best British New Comer)
Adam Dacre
Nominace: Adam Dacre, Bruce Jordan, Deacon Hunter, Kayden Gray, Lyle Boyce, Nathan Gear, Riley Tess, Tyson Tyler, Reece Bentley, MacKenzie Cross
Nejlepší britský web (Best British Website)
Men at Play
Nominace: Blake Mason, BoyNapped, English Lads, EuroBoy XXX, Euro Creme, Men At Play, Triga Films, UK Naked Men
Nejlepší britský režisér (Best British Director)
James & John (UK Naked Men)
Nominace: Ashley Ryder, Benjamin Willis, Blacky Mendez, James and John, Jamie Carlyle, Jasper Emerald, Jonathan Blaber, Michael Burling, Nick Baker
Nejlepší britský pár před kamerou (Best British On Screen Couple)
JP Dubois a Sam Barclay (EnglishLads)
Nominace: Billy Rubens a Luke Desmond, Darius Ferdynand a Antonio Garcia, Dean Monroe a Harley Everett, Jace Tyler a Jack Bolton, Jesse Ares a Max Duran, JP Dubois a Sam Barclay, Kayden Gray a Zac West, Paddy O’Brian a Topher Dimagio, Reece Bentley a Aiden Jason, Reece Bentley a Adam Watson
Nejžhavější britská pornohvězda (Hottest British Porn Star)
JP Dubois
Nominace: Ben Stratham, Damian Boss, Darius Ferdynand, Dolan Wolf, Harley Everett, Issac Jones, Jay Roberts, JP Dubois, Justin King, Kayden Gray, Luke Desmond, Paddy O’Brian, Scott Hunter
Nejlepší britská scéna (Best British Scene)
Paddy O’Brian, Johnny Hazzard a Issac Jones v Dark Dreams (UK Naked Men)
Nominace: Dean Monroe a Harley Everett v Oral (Treasure Island), Foster Riviera a Jace Tyler v Trained (Bulldog), Harley Everett a Diesel O’Green v Big Dick Bastards (Butch Dixon), Harley Everett a Jake Bolton v Hairy But Bangers (Butch Dixon), JP Dubois, Danny Daniels, Darius Ferdynand, MacKenzie Cross a Luke Desmond v Birthday Boy (Eurocreme), Leo Marco a Lyle Boyce v Cottage Boy (Eurocreme), Luke Desmond a Joe Bondi v Outdoor Scene (Eurocreme), Paddy O’Brian, Johnny Hazzard a Issac Jones v Dark Dreams (UK Naked Men), Twelve Fucks No Funeral (UK Naked Men), Tyson Tyler a Johnny Kingdom v Played (BullDog XXX), Tyson Tyler a Riley Coxx v Abusing Marco Sessions (Snatched)
Nejlepší fetišistický film (Best Fetish Film)
Drilled (Bulldog)
Nominace: Drilled (BullDog XXX), Five a Side Pissup (Triga), Cock Sucking Cock Riding Lad (ScottXXX), Searing Torment (BoyNapped), Trained (BullDog XXX)
Nejlepší britské pornografické DVD (Best British Porn DVD)
12 Fucks & No Funeral (UK Naked Men)
Nominace: 12 Fucks and No Funeral (UK Naked Men), Big Dick French Adventure (UK Naked Men), Colossal British Cocks (Blake Mason), Cottage Boy (Eurocreme), Dark Dreams (UK Naked Men), Drilled (Bulldog), Full Throttle Fucking (Boys on the Prowl), Hung Ladz New Covers (Eurocreme), Job Seekers Allowance (Triga), Onesie Direction (Euroboy), Out of Office (Alphamale), Overload (Treasure Island), Screws (Triga), Snatched (Bulldog XXX), The 9 Inch of Luke Desmond (Eurocreme), The Human Hole (Boynapped), The London Hung (UK Naked Men), Trained (Bulldog XXX), Bad Babysitters (Euroboy), Hairy Butt Bangers (Butch Dixon), Orgy Mania (Butch Dixon), Outlaws (Treasure Island)
Nejlepší mezinárodní pornohvězda (Best International Porn Star)
Brent Everett 
Nominace: Adam Killian, Brent Everett, Brice Farmer, Jordan Fox, Trenton Ducati
Cena za celoživotní přínos (Lifetime Achievement Award)
Gavin Hay (Alphamale)
Cena ApplyToModel (ApplyToModel Award)
Connor Levi
[ zpět nahoru ]

### 2015
Dne 26. března 2015 se uskutečnilo vyhlášení cen, tentokrát v Shadow Lounge v londýnském Soho. Nově přibyly tři oceňované kategorie: nejlepší britský aktivní a pasivní herec a nejlepší online medium. Veřejný nominační proces byl ukončen 31. ledna a po výběru finálních nominovaných porotou složenou z producentů a účinkujících z oboru bylo 1. února otevřeno hlasování, a to jak pro laickou veřejnost, tak pro odbornou porotu. Nominováni a oceněni byli:
Nejlepší britský mladík (Best British Twink)
Alex Silvers
Nominace: Connor Levi, Lyle Boyce, Colby Parker, Edwin Sykes, Sky James, Alex Silvers, Mickey Taylor, Aaron Auroa
Nejlepší britský hřebec (Best British Stud)
Kayden Gray
Nominace: James Dixon, Adam Dacre, Sam Barclay, Nick North, Dan Broughton, Tyson Tyler, Paddy O’Brian, Kayden Gray
Nejlepší britský tatík (Best British Daddy)
Scott Hunter
Nominace: Sam Porter, Freddie Miller, Craig Daniel, Bruce Jordan, Sebastian Kane, Antonio Garcia, Michael Rudin, Dolan Wolf, Scott Hunter
Nejlepší britská hvězda fetišistického porna (Best British Fetish Porn Star)
Ashton Bradley
Nominace: Jonny Kingdom, Bruno Bernal, Jace Tyler, Bruce Jordan, Matt Madison, Deacon Hunter, Ashton Bradley, Dolan Wolf
Nejlepší britský nováček (Best British New Comer)
Mickey Taylor
Nominace: Zac Langton, Bruno Bernal, James Dixon, Edwin Sykes, Timmy Treasure, Alex Silvers, Riley Tess, Marco Duval, Mickey Taylor
Nejlepší britský web (Best British Website)
UK Naked Men
Nominace: UK Hot Jocks, Bulldog Pit, Triga Films, English Lads, Euroboy XXX, UK Naked Men, Hard Brit Lads, Blakemason, Boynapped
Nejlepší britský režisér (Best British Director)
Sam Barclay a JP Dubois (UK Hot Jocks)
Nominace: Ryan James (Twisted XXX Media), Sam Barclay a JP Dubois (UK Hot Jocks), Michael Burling (Staxus), Blacky Mendez (Eurocreme), Ashton Bradley (Twisted XXX Media), Liam Cole (Treasure Island Media), Ashley Ryder (Bulldog), Simon Booth (Hard Brit Lads), Jono (UK Naked Men / Butch Dixon)
Nejlepší britský pár před kamerou (Best British On Screen Couple)
Paul Walker a Paddy O'Brian (MEN.com)
Nominace: Mickey Taylor a Riley Tess (Blakemason), Kayden Gray a Theo Ford (Hard Brit Lads), Deacon Hunter a Reece Bentley (Boynapped), Paul Walker a Paddy O’Brian (MEN.com), James Dixon a Timmy Treasure (Blakemason)
Nejžhavější britská pornohvězda (Hottest British Porn Star)
JP Dubois
Nominace: Andy Lee, Luke Desmond, Mickey Taylor, Billy Rubens, Paddy O’Brian, Paul Walker, Kayden Gray, Darius Ferdynand, JP Dubois
Nejlepší britská scéna (Best British Scene)
Nathanův gang bang v Hard Cuts 1 (Treasure Island Media)
Nominace: Nathan Gear, Kayden Gray a Stephen Prior v Stretched (Bulldog Pit), 1000. scéna (Blakemason), Dan Broughton a Kenzie Mitch v Growing Up & Moving Out (EuroBoy XXX), Kayden Gray a Sebastian Evans v Lured Into Darkness (UK Hot Jocks), Mickey Taylor a Colby Parker (MEN.com), Kayden Gray a Dolan Wolf v Workmen (Alphamale), Sam Porter a Sebastian Evans (Hard Brit Lads), Nathanův gang bang v Hard Cuts 1 (Treasure Island Media), gang bang v Get Thee Behind Me (UK Naked Men)
Nejlepší britský fetišistický film (Best British Fetish Film)
Cruised & Abused (Young Bastards)
Nominace: Worshipped (Bulldog Pit), Pay Up (Skinboss), Cruised & Abused (Young Bastards), Hard Gear (UK Hot Jocks), Twink Fetish Club (Staxus), Reece Bentley Sub Slut (Boynapped), Snatched 2 (Bulldog)
Nejlepší britské pornografické DVD (Best British Porn DVD)
Get Thee Behind Me (UK Naked Men)
Nominace: 1000th Episode DVD (Blakemason), The Handsome Men Of Our Wet Dreams (UK Naked Men), City Boy (Eurocreme), Workmen (Alphamale), Get Thee Behind Me (UK Naked Men), Weapons of Ass Destruction (EuroBoy XXX), Ruined (Bulldog), Swim Meat (Staxus)
Nejlepší mezinárodní pornohvězda (Best International Porn Star)
Lukas Ridgeston 
Nominace: Johnny Rapid, Lukas Ridgeston, Brent Corrigan, Rocco Steele, Colby Jansen, Kris Evans, Brent Everett, Jake Bass, Jaxon Radoc
Nejlepší britský aktiv (Best British Top)
Kayden Gray
Nominace: Luke Desmond, Craig Daniel, James Dixon, Deacon Hunter, Billy Rubens, Reece Bentley, Paddy O’Brian, Paul Walker, Kayden Gray
Nejlepší britský pasiv (Best British Bottom)
Darius Ferdynand
Nominace: James Lain, Nathan Gear, Lyle Boyce, Riley Tess, Aaron Steel, Aaron Auroa, Darius Ferdynand, JP Dubois, Scott Hunter
Nejlepší online média věnující se britskému pornu (Best Online Media Supporting British Porn)
Queer Me Now
Nominace: Queer Fever, HAWT Blog, Queer Me Now, QXMen, Dirtyboyz, Cybersocket, The Sword, Chronicles of Pornia
Cena za celoživotní přínos (Lifetime Achievement Award)
Nick Baker
[ zpět nahoru ]

### 2016
Nominace pro ročník 2016 byly otevřené od února do 22. března téhož roku a hlasování pak probíhalo on-line od 23. března do 4. května. Slavnostní vyhlášení výsledků se uskutečnilo ve středu 11. května 2016 v londýnském nočním klubu Heaven. Večerem provázeli Rocco Steel a Mr. Pam. Nominováni a oceněni byli:
Nejlepší britský mladík (Best British Twink)
Lyle Boyce
Nominace: Lyle Boyce, Kamyk Walker, Luke Tyler, Johannes Lars, Oscar Roberts, Zac Langton
Nejlepší britský hřebec (Best British Stud)
Paddy O'Brian
Nominace: Paddy O’Brian, Logan Moore, JP Dubois, Mickey Taylor, Jay Roberts, Justin King
Nejlepší britský tatík (Best British Daddy)
Logan Moore
Nominace: Logan Moore, Craig Daniels, Lito Cruz, Nick North, James Dixon, Dolan Wolf
Nejlepší britská hvězda fetišistického porna (Best British Fetish Porn Star)
Nick North
Nominace: Nick North, Zack Hadley, Aaron Steel, Justin King, Timmy Treasure, Kieron Knight
Nejlepší britský nováček (Best British New Comer)
Billy Essex
Nominace: Billy Essex, Jack Green, Nick North, Ross Drake, Johannes Lars, Brute Club
Nejlepší britský web (Best British Website)
UK Hot Jocks
Nominace: UK Hot Jocks, Blake Mason, Men At Play, Boynapped, Hard Brit Lads, UK Naked Men
Nejlepší britský režisér (Best British Director)
Ashton Bradley
Nominace: Ashton Bradley, Blacky Mendez, JP Dubois & Sam Barclay, Zack Hadley, Liam Cole, Ashley Ryder
Nejlepší britský pár před kamerou (Best British On Screen Couple)
Kayden Gray a Johannes Lars
Nominace: Kayden Gray a Johannes Lars, Mickey Taylor a Jack Green, JP Dubois a Sam Barclay, Gabriel Cross a Paul Walker, Nick North a Bruno Fox, Sam Barclay a James Castle
Nejžhavější britská pornohvězda (Hottest British Porn Star)
Mickey Taylor
Nominace: Mickey Taylor, Johannes Lars, Darius Ferdynand, Logan Moore, JP Dubois, Kayden Gray
Nejlepší britská scéna (Best British Scene)
Mickey Taylor a Zac Langton (Blake Mason)
Nominace: Mickey Taylor a Zac Langton (Blake Mason), Johannes Lars a Logan Moore (Eurocreme), Sam Barclay a James Castle v Watching & Waiting (Men At Play), Nick North a Darius Ferdynand (UK Hot Jocks), Bruce’s Pig Out – Hard Cut’s 1 (Treasure Island Media), Kayden Gray a Logan Moore (Alphamales)
Nejlepší britský fetišistický film (Best British Fetish Film)
Tatoo'd Torment (Boynapped)
Nominace: Tatoo'd Torment (Boynapped), Army Breeding (Bulldog Raw), Hard Gear (UK Hot Jocks), Bro Breeding (Raw & Rough UK), Wrestled (Bulldog XXX), Bound (Young Bastards)
Nejlepší britské pornografické DVD (Best British Porn DVD)
Army Boy (Eurocreme)
Nominace: Army Boy (Eurocreme), Hard Cuts 2 (Treasure Island Media), Harder Daddy (Eurocreme), Wrestled (Bulldog XXX), A Weekend With Kayden (Eurocreme), Holes (Bulldog XXX)
Nejlepší mezinárodní pornohvězda (Best International Porn Star)
Kris Blent 
Nominace: Kris Blent, Ricky Roman, Tim Kruger, Rocco Steele, Armond Rizzo, Jesse Jackman
Nejlepší britský aktiv (Best British Top)
Kayden Gray
Nominace: Kayden Gray, Paul Walker, Mr Billy Essex, Issac Jones, Paddy O’Brian, Brute Club
Nejlepší britský pasiv (Best British Bottom)
Johannes Lars
Nominace: Johannes Lars, Darius Ferdynand, Mickey Taylor, Kamyk Walker, Aaron Steel, Jay Roberts
Nejlepší online média věnující se britskému pornu (Best Online Media Supporting British Porn)
Str8 Up Gay Porn
Nominace: Str8 Up Gay Porn, Queer Me Now, COP Blog, Gay Male Tube, British XXX Models, Gay Tube
Cena Apply to Model za přínos (Apply to Model Achievement Award)
Luke Desmond
Cena za celoživotní přínos (Lifetime Achievement Award)
Simon Booth
[ zpět nahoru ]

### 2017
Vítězové ročníku 2017 byli vyhlášeni na slavnostním večeru 11. května 2017 v londýnském nočním klubu Fire. Večerem provázeli Danny Beard a Mr. Pam. Veřejný nominační proces započal už v únoru a trval do 30. března, poté následovalo on-line hlasování, uzavřené 4. května. Nově byla udělena ocenění v kategorích nejlepšího britského účinkujícího z videochatu a nejprodávanější britská značka DVD, která nahradila cenu za celoživotní přínos. Nominováni a oceněni byli:
Nejlepší britský mladík (Best British Twink)
Kamyk Walker
Nominace: Billy Rock, Chris Jansen, Clyde Walton, Jed Munroe, Johannes Lars, Kamyk Walker, Leo Ocean, Lucas Phelps, Michael Wyatt, Sky James, Titus Snow, Zac Langton
Nejlepší britský hřebec (Best British Stud)
Paddy O'Brian
Nominace: Alexx Stier, Billy Essex, Brute Club, David Paw, Dmitry Osten, Felix Chase, Gabriel Phoenix, Gaston Croupier, Jack Taylor, Jack Windsor, James Castle, Josh Dors, Josh Moore, JP Dubois, Kayden Gray, Koby Lewis, Leander, Logan Moore, Luke Desmond, Matt Anders, Nick North, Paddy O’Brian, Paul Walker, Ricky Hampton, Wolf Rayet
Nejlepší britský tatík (Best British Daddy)
Nick North
Nominace: Alexx Stier, Ben Stratham, Craig Daniels, Dave London, Hans Berlin, Jay Roberts, Josh Dors, Nick North, Sam Barclay
Nejlepší britská hvězda fetišistického porna (Best British Fetish Porn Star)
Ashley Ryder
Nominace: AJ Alexander, Alexx Stier, Ashley Ryder, Ashton Bradley, Bruno Fox, Chris Jansen, Clyde Walton, Daniel Johnson, David Paw, Dmitry Osten, Eli Manuel, Josh Dors, Kamyk Walker, Leo Ocean, Logan Moore, Michael Wyatt, Mickey Taylor, Nick North, Sam Barclay, Sam Syron, Sean Taylor
Nejlepší britský nováček (Best British Newcomer)
Gabriel Phoenix
Nominace: Billy Rock, Charley Cole, Felix Chase, Gabriel Cross, Gabriel Phoenix, Jack Ashley, Jed Munroe, Josh Dors, Josh Moore, Koby Lewis, Leander, Lucas Phelps, Michael Wyatt
Nejlepší britský web (Best British Website)
Men at Play
Nominace: BlakeMason, BoyNapped, Bulldog, Butch Dixon, Cam4, English Lads, Eurocreme, Men At Play, ScottXXX, Treasure Island Media, TXXXM Studios, UK Hot Jocks
Nejlepší britský režisér (Best British Director)
JP Dubois
Nominace: Ashley Ryder, Ashton Bradley, Blacky Mendez, Jason Stormme, JP Dubois, Liam Cole, Manic Dante, Mickey Taylor, Sam Barclay, Sean Hardy, Zack Hadley
Nejlepší britský pár před kamerou (Best British On Screen Couple)
Kayden Grey a Mikey Taylor (BlakeMason a Naked Sword)
Nominace: AJ Alexander a Sam Barclay (UK Naked Men), Billy Rock a Felix Chase (BlakeMason), Charley Cole a Billy Rock (Eurocreme), Charley Cole a Jack Taylor (BlakeMason), Charley Cole a Lucas Phelps (Eurocreme), Charley Cole a Mickey Taylor (BoyNapped), Dave London a Johannes Lars (Eurocreme), David Paw a Kamyk Walker (BoyNapped), Dominic Arrow a Wolf Rayet (BlakeMason), Gabriel Cross a Paddy O'Brian (Men.com), Gabriel Cross a Paul Walker (Men.com), Gaston Croupier a Leander (UK Hot Jocks), Kayden Gray a Billy Rock (UK Naked Men), Kayden Gray a Gabriel Phoenix (Bulldog), Kayden Grey a Mikey Taylor (BlakeMason a Naked Sword), Kayden Grey a Lucas Phelps (Eurocreme), Lucas Phelps a Parker Marx (Eurocreme), Matt Anders a Gabriel Phoenix (UK Hot Jocks), Matt Anders a Johannes Lars (Bulldog), Matt Anders a Sam Wallis (UK Naked Men), Michael Wyatt a Felix Chase (BlakeMason), Michael Wyatt a Kayden Gray (Bad Puppy), Mickey Taylor a Jack Taylor (UK Naked Men), Mickey Taylor a Luke Tyler (BlakeMason), Nathan Raider a Leo Starr (BlakeMason), Paddy O'Brian a Logan Moore (Men.com), Sam Syron a Gabriel Phoenix (Bulldog), Sean Taylor a Xavier Sibley (BoyNapped), Sebastian Kane a Eli Manuel (BoyNapped), Skikes a Sam Syron (Bulldog)
Nejžhavější britská pornohvězda (Hottest British Porn Star)
Kayden Gray
Nominace: AJ Alexander, Alexx Stier, Ashley Ryder, Brute Club, Dave London, Jack Taylor, James Castle, Johannes Lars, Josh Moore, Kamyk Walker, Kayden Gray, Leo Ocean, Logan Moore, Lucas Phelps, Mickey Taylor, Nick North, Paddy O’Brian, Sam Barclay, Sam Syron, Sam Wallis, Sam Wallis, Sean Taylor, Titus Snow, Wolf Rayet
Nejlepší britská scéna (Best British Scene)
Logan Moore a Paddy O'Brian v Sense8 (Men.com)
Nominace: Alexis Tivoli a David Paw (BlakeMason), Anthony Naylor a Dmitry Osten v Russian Domination (UK Hot Jocks), Charley Cole a Billy Rock v The Halfway House (Eurocreme), Charley Cole a Kamyk Walker v Pumped (Bulldog), Daniel Johnson a Alex Silvers v Hook Up Hostel (Eurocreme), Danny Montero a Yoshi Kawasaki (BlakeMason), Dominic Arrow a Wolf Rayet (BlakeMason), Gabriel Phoenix a Nathan Raider v Bred to Serve (Bulldog), Jack Taylor a Chris Jansen v Xmas Special 2016 (BlakeMason), Johannes Lars a Dave London v Come Sit On Daddy (Eurocreme), Kayden Grey a Lucas Phelps v Hook Up Hostel (Eurocreme), Kayden Grey a Mikey Taylor (BlakeMason a Naked Sword), Logan Moore a Paddy O'Brian v Sense 8 (Men.com), Mickey Taylor a Johannes Lars (BlakeMason), Nick North a Josh Milk v Spanish Milk (UK Hot Jocks), Ricky Hampton a Casey Lee v Penetration (English Lads), Timmy Treasure a Johannes Lars (BlakeMason)
Nejlepší britský fetišistické DVD (Best British Fetish DVD)
Public Meat (Treasure Island Media)
Nominace: Back Alley Breeders (Eurocreme), Bound By Debt (BoyNapped), Bred To Serve (Bulldog), Broken (Bulldog), Cameron James – Addicted to discipline (BoyNapped), Deacon Hunter Operation Alpha (BoyNapped), Fuck Off (UK Hot Jocks), Gaped (Bulldog), Jacob Daniels – The Tortured Toy (BoyNapped), Open Door (Bulldog), Paddy Toy Box (UK Naked Men), Public Meat (Treasure Island Media), Pumped (Bulldog), Sean Taylor Sadistic Tormentor (BoyNapped)
Nejlepší britské pornografické DVD (Best British Porn DVD)
Harder Daddy (Eurocreme)
Nominace: Armyboy (Eurocreme), Big British Dicks (BlakeMason), Control (UK Naked Men), Every Room In The House (TXXXM Studios), Fucking Johannes Lars (Eurocreme), Harder Daddy (Eurocreme), Hook Up Hostel (Eurocreme), Paper Boy (Eurocreme), Penalty Shootout (Staxus), Pizzaboy (Eurocreme), Red Hot Fuckers (BlakeMason), Shag Hard Lads (EuroBoyXXX), Smack It In, Hard (Butch Dixon), Split My Twink Hole (Eurocreme), Sun Kissed Studs (BlakeMason), The Halfway House (Eurocreme)
Nejlepší mezinárodní pornohvězda (Best International Porn Star)
Rocco Steele 
Nominace: Abel Lacourt, Andrea Suarez, Armond Rizzo, Baptiste Garcia, Billy Santoro, Blake Mitchell, Boomer Banks, Brent Corrigan, Brent Everett, Carter Dane, Chris Bieber, Chris Loan, Cooper Steele, Dolf Dietrich, Hector DeSilva, Hugh Hunter, Jack Harrer, Jessy Ares, Joey Mills, Johnny Rapid, Josh Milk, Kevin Warhol, Koldo Goran, Loic Miller, Lucas Drake, Matteo Lavigne, Paul Delay, Rocco Steele, Viktor Rom, William Lefort, Xavier Sibley
Nejlepší britský aktiv (Best British Top)
AJ Alexander
Nominace: AJ Alexander, Alexx Stier, Ashton Bradley, Brute Club, Danny Chase, Felix Chase, Gabriel Phoenix, Jack Taylor, Jay Roberts, Josh Dors, Kayden Gray, Logan Moore, Luke Tyler, Mickey Taylor, Nick North, Paddy O’Brian, Paul Walker, Sam Syron, Sean Taylor, Titus Snow
Nejlepší britský pasiv (Best British Bottom)
Gabriel Cross
Nominace: Ashley Ryder, Billy Rock, Charley Cole, Darius Ferdynand, Dominic Arrow, Gabriel Cross, James Castle, Jason Domino, Jed Munroe, Johannes Lars, Josh Moore, JP Dubois, Kamyk Walker, Koby Lewis, Leo Ocean, Lucas Phelps, Michael Wyatt, Sam Barclay, Titus Snow, Wolf Rayet
Nejlepší online média věnující se britskému pornu (Best Online Media Supporting British Porn)
Queer Me Now
Nominace: Banana Guide, COP Blog, Dick Detective, Dirty Boyz, Gay Daily Hot News, Gay Star News, Hot Male Studs, Man Surfer, Queer Click, Queer Fever, Queer Me Now, Queer Pig, QX Men, Str8 Up Gay Porn, The Sword
Nejlepší britský účinkující z videochatu (Best British Webcam Performer)
Paddy Pass
Nominace: Danny Scarlet, Matt Kayd, Paddy Pass, Sam Short, Tommy Sweet, Will Wright
Nejprodávanější britská značka DVD (Best Selling British DVD Brand)
UK Naked Men
Nominace: BlakeMason, BoyNapped, Bulldog, Butch Dixon, EuroBoyXXX, Eurocreme, TXXXM Studios, UK Hot Jocks, UK Naked Men
[ zpět nahoru ]